# Mordella basifulva
Mordella basifulva là một loài bọ cánh cứng trong họ Mordellidae. Loài này được Quedenfeldt miêu tả khoa học năm 1886.